# Cuautitlán de García Barragán (kommun)
Cuautitlán de García Barragán är en kommun i Mexiko.   Den ligger i delstaten Jalisco, i den södra delen av landet, 500 km väster om huvudstaden Mexico City. Antalet invånare är 16 408. Arean är 1 179 kvadratkilometer.
Terrängen i Cuautitlán de García Barragán är bergig åt nordost, men åt sydväst är den kuperad.
Följande samhällen finns i Cuautitlán de García Barragán:
- Las Maderas
- Chancol
- Quiroma
- Plan de Méndez
- Llano Grande
- Santa Rosa
- Colonia Loma Alta
- Telcrucito de Piedra Pintada
- Tierras Blancas
- El Vigía
- San Miguel
- La Rosa
- Los Sauces
- La Nance
- Mojoneras